# Alekséi Shírov
Alekséi Dmítrievich Shírov (en ruso: Алексе́й Дми́триевич Ши́ров; en letón: Aleksejs Širovs; Riga, Letonia, 4 de julio de 1972) es un gran maestro y escritor de ajedrez.
Ha participado en varias ocasiones en las olimpíadas de ajedrez con las selecciones de Letonia y España, nacionalidad que adquirió en 1996.

## Principales resultados
A la edad de 14 años Alekséi Shírov logra el 3.er puesto en el Campeonato de Letonia de Ajedrez. En 1988 se proclama Campeón del Mundo sub-20, con 10,5 puntos en 13 partidas, en Timisoara, Rumanía. En 1989 alcanza su primera norma de Maestro Internacional en el Abierto de Budapest. Obtiene sus primeros éxitos en los torneos de Daugavpils (Dünaburg) en 1989, el cuarto puesto y en 1990 el primer puesto. En mayo de 1990 obtiene su título de Gran Maestro, venciendo en el Torneo de Estocolmo y es subcampeón Mundial juvenil empatado a puntos con Iliá Gurévich.
A partir de 1994 Alekséi Shírov se instala en la élite del ajedrez mundial al alcanzar el tercer puesto del ranking FIDE. Gana varios torneos y en 1998 es segundo, a sólo 0'5 puntos del vencedor, Viswanathan Anand en el Torneo Internacional de Ajedrez Ciudad de Linares, considerado el Wimbledon del Ajedrez, en el que se dieron cita los siete primeros clasificados del ranking FIDE y que muchos consideran el más fuerte de toda su historia. Ya en 1994 y 1995 había sido tercero en ese mismo torneo. En 1998 logra imponerse, por 5,5 a 3,5 puntos, en el Match de Candidatos de la PCA contra Vladímir Krámnik, jugado en Cazorla, Jaén, en mayo-junio, ganando un puesto para disputar ante Garri Kaspárov el título de Campeón del Mundo de Ajedrez Clásico. Sin embargo, Kaspárov pone muchas trabas e impide que se dispute el título, en una maniobra que se conoce como El timo de Cazorla,[cita requerida] para a continuación finalmente hacerlo con Krámnik, quien se proclamaría Campeón del Mundo en esa categoría. Su mayor éxito hasta la fecha ha sido alcanzar la final del Campeonato del Mundo FIDE, en Teherán en 2000, donde perdió ante Viswanathan Anand. En 2002 se proclamó campeón de España en Ayamonte, superando al gran maestro Francisco Vallejo Pons.
En 2007 perdió la final de la Copa del Mundo de Ajedrez ante el estadounidense Gata Kamsky.
En 2019, en su participación en el VII Torneo Internacional Ciudad de Pontevedra, obtiene la victoria con 7,5 puntos de 9, recibiendo además, el premio a la mejor partida de ataque en su enfrentamiento ante el GM Róbert Ruck en la última y decisiva partida:
1. e4 c5 2. Nf3 e6 3. d4 cxd4 4. Nxd4 Nc6 5. Nc3 Qc7 6. Be3 a6 7. Qf3 d6 8.
O-O-O Bd7 9. g4 b5 10. Nxc6 Bxc6 11. g5 Qb7 12. Bg2 Ne7 13. Rhe1 Ng6 14. Qg3 b4
15. Nd5 exd5 16. exd5 Bd7 17. Bf4+ Kd8 18. Bxd6 Bxd6 19. Qxd6 a5 20. Qg3 Rc8
21. d6 Qb5 22. Bd5 Rc5 23. Qf3 Rf8 24. Re4 Bc6 25. Bxc6 Qxc6 26. Qe3 Rxc2+ 27.
Kb1 Qc5 28. Qd3 Rxf2 29. Rc1 Qb6 30. d7 Ne7 31. Rec4 Qg6 32. Rc8+ 1-0

## Torneo de Candidatos 2007

### Semifinal, mayo-junio,Elistá,Kalmukia, 2007
| Jugador       | R1 | R2 | R3 | R4 | R5 | R6 | Desempate        | Total |
| ------------- | -- | -- | -- | -- | -- | -- | ---------------- | ----- |
| Shírov        | =  | =  | =  | 0  | =  | 1  | 2.5(Clasificado) | 5.5   |
| Michael Adams | =  | =  | =  | 1  | =  | 0  | 0.5 (Eliminado)  | 3.5   |

### Final, mayo-junio,Elistá,Kalmukia, 2007
| Jugador | R1 | R2 | R3 | R4 | R5 | R6 | Total            |
| ------- | -- | -- | -- | -- | -- | -- | ---------------- |
| Shírov  | 0  | =  | =  | =  | =  | =  | 2.5(eliminado)   |
| Aronian | 1  | =  | =  | =  | =  | =  | 3.5(clasificado) |

## Estilo de juego
Shírov destaca por su estilo de ataque y por la búsqueda de complicaciones, una tendencia que hace que se le compare con su compatriota, y campeón del Mundo en 1960, Mijaíl Tal. A la vez es heredero de las enseñanzas de Mijaíl Botvínnik, Campeón del Mundo y fundador de toda una escuela de ajedrez en la Unión Soviética, fundamentada en la lógica y los resultados del trabajo analítico.
En un encuentro con Vladímir Krámnik en el Torneo de Linares de 1993 realizó un famoso movimiento que produjo una gran controversia a nivel mundial. Movió dos veces su torre a la casilla e4 ofreciéndola en sacrificio, lo que fue considerado un error por muchos jugadores. Sin embargo, Shírov publicó las variantes que demostraban que el sacrificio era correcto. Al año siguiente, en ese mismo Torneo de Linares volvería a vencer a Krámnik sacrificando de nuevo una torre y acabando con ello con la polémica.
Contra Veselin Topalov realizó un movimiento de alfil que es considerado por muchos como uno de los más sorprendentes de la historia del ajedrez, desplazando la pieza a la casilla h3 y ofreciéndola en sacrificio con el fin de que uno de sus peones se coronara dama a la vez que impedía a los peones contrarios alcanzar la última fila.
Sus aperturas preferidas son la Apertura española, la Defensa siciliana, la Defensa india de rey, la Defensa semieslava y la Defensa Grünfeld.

### Partida de ejemplo
|       |    |       |       |       |       |       |       |    |  |
|       | a8 | b8    | c8    | d8    | e8    | f8    | g8    | h8 |  |
| a7    | b7 | c7    | d7    | e7    | f7    | g7    | h7    |    |  |
| a6    | b6 | c6    | d6    | e6 kd | f6 pd | g6 pd | h6    |    |  |
| a5    | b5 | c5    | d5 pd | e5    | f5    | g5    | h5    |    |  |
| a4 pd | b4 | c4    | d4    | e4    | f4    | g4    | h4 pl |    |  |
| a3    | b3 | c3 bl | d3    | e3    | f3    | g3    | h3 bd |    |  |
| a2    | b2 | c2    | d2    | e2    | f2    | g2 pl | h2    |    |  |
| a1    | b1 | c1    | d1    | e1    | f1    | g1 kl | h1    |    |  |
|       |    |       |       |       |       |       |       |    |  |

Durante el Torneo Internacional de Ajedrez Ciudad de Linares de 1998 Shírov jugó con negras contra el futuro Campeón del mundo de ajedrez de la FIDE Veselin Topalov, ganando con un sacrificio magistral en un final de alfiles y peones.
1.d4 Cf6 2.c4 g6 3.Cc3 d5 4.cxd5 Cxd5 5.e4 Cxc3 6.bxc3 Ag7 7.Ab5+ c6 8.Aa4 O-O 9.Ce2 Cd7 10.O-O e5 11.f3 De7 12.Ae3 Td8 13.Dc2 Cb6 14.Ab3 Ae6 15.Tad1 Cc4 16.Ac1 b5 17.f4 exd4 18.Cxd4 Ag4 19.Tde1 Dc5 20.Rh1 a5 21.h3 Ad7 22.a4 bxa4 23.Aa2 Ae8 24.e5 Cb6 25.f5 Cd5 26.Ad2 Cb4 27.Dxa4 Cxa2 28.Dxa2 Axe5 29.fxg6 hxg6 30.Ag5 Td5 31.Te3 Dd6 32.De2 Ad7 33.c4 Axd4 34.cxd5 Axe3 35.Dxe3 Te8 36.Dc3 Dxd5 37.Ah6 Te5 38.Tf3 Dc5 39.Da1 Af5 40.Te3 f6 41.Txe5 Dxe5 42.Da2+ Dd5 43.Dxd5+ cxd5 44.Ad2 a4 45.Ac3 Rf7 46.h4 Re6 47.Rg1 Ah3!! (Ver diagrama) 48.gxh3 Rf5 49.Rf2 Re4 50.Axf6 d4 51.Ae7 Rd3 52.Ac5 Rc4 53.Ae7 Rb3 0-1
La jugada 47.... Ah3, está considerada la número uno en el libro de John Emms Los Movimientos de Ajedrez Más Sorprendentes de Todos los Tiempos.

## Obras publicadas
Alekséi Shírov escribió los siguientes libros sobre ajedrez:
- Fuego en el tablero: las mejores partidas de Shírov, editorial Tutor, ISBN 84 7902 205 1, año 1998.
- Fuego sobre el tablero II, editorial Chessy, ISBN 978 84 609 2627 6, año 2005.

En este último trata, entre otras cosas, lo sucedido en la disputa del cetro mundial de Ajedrez Clásico.

## Palmarés

### Torneos individuales
Mejores resultados de Shírov hasta el 2004
| Año  | Torneo | Puesto                        | Puntos                               |
| 1988 | Torneo de Borzhomi | 2º                            | 6'5/10                               |
| 1989 | Torneo de Val Maubee Campeonato de la URSS (s-f)                                                                                                | 1º-2º 4º                      | 6'5/9 8/14                           |
| 1990 | Torneo de Estocolmo Torneo de Daugavpils | 1º 2º                         | 7/9 6/9                              |
| 1991 | Torneo de Biel Torneo Ter Arpel Troll Masters Torneo de Kerteminde Torneo de Moscú Torneo BRNO Morava Torneo de Hastings                        | 1º 2º 1º 2º 3º                | 9'5/14 3/5 8/9 6'5/9 8/11 5/9 8'5/14 |
| 1992 | Torneo de Oakham Torneo de Reykjavik | 1º                            | 7'5 7'5/11                           |
| 1993 | Torneo de Múnich Torneo de Linares Memorial Najdorf                                                                                             | 1º 4º 2º                      | 8/11 8/13 7/11                       |
| 1994 | Torneo de Horgen CSTorneo de Linares Torneo de Pardubice                                                                                        | 2º-3º 3º 2º-3º                | 7/11 8'5/13 5'5/9                    |
| 1995 | Torneo de Linares Torneo de León Torneo de Biel Torneo de Belgrado                                                                              | 3º 1º 2º 3º                   | 8/13 6'5/9 8/13 6'5/11               |
| 1996 | Frankfurt Chess Classic Torneo de Madrid Torneo de Tilburg                                                                                      | 1º 3º-4º 3º                   | 5/6 6/9 6'5/11                       |
| 1997 | Torneo Magistral de Madrid Porzellan Cup Rapid Torneo Ter Arpel Torneo de Belgrado                                                              | 2º 1º 3º                      | 6'5/9 4'5/6 4/5 5'5/9                |
| 1998 | Torneo de Linares Torneo Wijk aan Zee Torneo Melody Amber Memorial Akiba Rubinstein                                                             | 2º 3º 1º-2º 2º                | 7/12 7'5/13 15/22 5'5/9              |
| 1999 | Torneo de Sarajevo | 2º-3º                         | 6/9                                  |
| 2000 | Torneo de Mérida Torneo de Sarajevo Torneo Melody Amber Memorial Akiba Rubinstein                                                               | 1º 3º 1º 2º                   | 4/6 8/11 15/22 6/9                   |
| 2001 | Torneo Liepaja Rapid | 1º                            | 8/11                                 |
| 2002 | Torneo de Candidatos Dortmund Campeonato de España Eurotel Trophy Grand Prix Dubái Torneo Melody Amber Torneo de Sarajevo Magistral de Benidorm | 3º 1º 3º-4º 3º 2º 3º-5º 3º-4º | Match 14'5/22 5/9 7'5/11             |
| 2003 | Torneo de Hrokurinn Reykjavik Torneo Wijk aan Zee Torneo de Sarajevo                                                                            | 1º 4º 2º-4º                   | 7/9 7/13 6/9                         |
| 2004 | Torneo de Sarajevo Memorial Paul Keres, Tallin Torneo de León                                                                                   | 1º                            | 7'5/9 5'5/7 Match                    |
| 2006 | Torneo de Pamplona | 3º                            | 4,5/7                                |
| 2007 | Torneo de Wijk aan Zee | 13º-14º                       | 4,5/13                               |
| 2009 | Torneo MTel Masters, Sofía | 1º                            | 6,5/10                               |
| 2017 | Mikhail Tal Memorial blitz | 1º                            | 9,5/11                               |
| 2019 | VII Cidade de Pontevedra blitz | 1º                            | 7,5/9                                |

Resultados en Matches Individuales:
| Año  | Partida                                                          | Resultado       |
| 1998 | Alekséi Shírov - Vladímir Krámnik Alekséi Shírov - Zbynek Hracek | 5'5 - 3'5 5 - 1 |
| 1999 | Alekséi Shírov - Judit Polgar                                    | 5'5 - 0'5       |
| 2013 | Alekséi Shírov - Daniil Dúbov                                    | 5 - 1           |

### Torneos por equipos
Shírov ha participado en un total de 11 Olimpíadas de ajedrez, cuatro con Letonia y siete con España, obteniendo un 64.5% de los puntos (+50 =50 -18), aunque no ha obtenido ninguna medalla. A continuación se muestran sus actuaciones detalladas:
1. XXX Olimpiada (Manila, 1992): primer tablero de Letonia, 9/13.
2. XXXI Olimpiada (Moscú, 1994): primer tablero de Letonia, 8/13.
3. XXXII Olimpiada (Ereván, 1996): primer tablero de España, 8.5/13.
4. XXXIII Olimpiada (Elistá, 1998): primer tablero de España, 6.5/9.
5. XXXIV Olimpiada (Estambul, 2000): primer tablero de España, 8.5/12.
6. XXXVI Olimpiada (Calviá, 2004): primer tablero de España, 6.5/12.
7. XXXVII Olimpiada (Turín, 2006): primer tablero de España, 5.5/11.
8. XXXVIII Olimpiada (Dresde, 2008): primer tablero de España, 7/10.
9. XXXIX Olimpiada (Janti-Mansisk, 2010): primer tablero de España, 4.5/8.
10. XL Olimpiada (Estambul, 2012): primer tablero de Letonia, 7/10.
11. XLI Olimpiada (Tromsø, 2014): primer tablero de Letonia, 7/10.

En 1993, participó en el Campeonato del Mundo por equipos de ajedrez con Letonia con una brillante actuación como primer tablero (+9 =3 -5), ganando la medalla de plata individual.
Shírov también ha participado con España en seis Campeonato de Europa de ajedrez por equipos, en los años 1999, 2001, 2003, 2007, 2009 y 2011, haciendo un total de 20.5/33 puntos (+14 = 13 -6) y consiguiendo una medalla de oro individual en Batumi en 1999.

## Vida personal
En enero de 1994, se casó con la entonces jugadora de ajedrez argentina Verónica Álvarez, de la cual se divorció en 1998. En segundas nupcias, con la ajedrecista lituana Victoria Cmilyte, de quien también se divorció. Su tercer matrimonio se estableció en 2010.
En 1996, adquirió la nacionalidad española y empezó a representar a España en competiciones internacionales. A finales de 2011 anunció que a partir de 2012 jugaría para Letonia, pero desde abril de 2018 ha vuelto a representar a España.
Reside actualmente en Tarragona y Riga.[cita requerida]